# Marco Simoncelli
Marco Simoncelli (Cattolica, 20 gennaio 1987 – Sepang, 23 ottobre 2011) è stato un pilota motociclistico italiano, campione del mondo della classe 250 nel 2008.
Conosciuto fra gli appassionati con il nomignolo di Sic o SuperSic, è morto a 24 anni durante un incidente di gara nel Gran Premio della Malesia. Nel 2014 è stato inserito nella Hall of Fame del motociclismo, ricevendo il riconoscimento postumo di MotoGP Legend; ulteriormente, nel 2016 è stato deciso il ritiro del suo numero di gara, il 58.

## Carriera

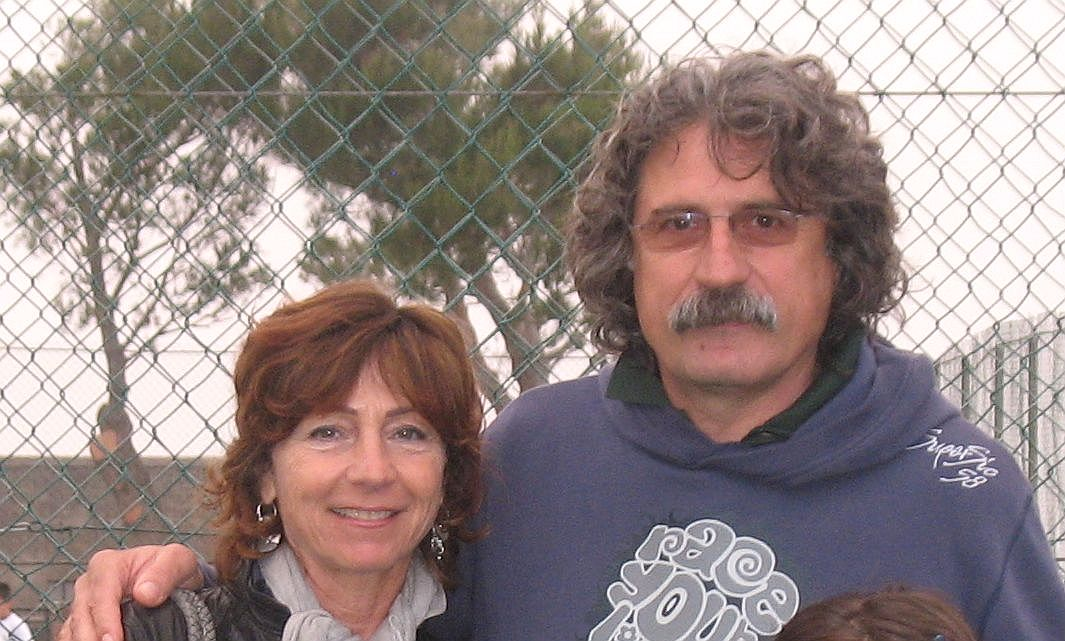
I genitori di Simoncelli, Rossella e Paolo, all'inaugurazione di un impianto sportivo intitolato al figlio, 2012.

Nasce a Cattolica e cresce poi a Coriano, entrambe nel riminese, dove comincia a correre a 7 anni con le minimoto. A 12 anni viene proclamato campione italiano, così come nel 2000, anno nel quale gareggia per il titolo europeo conquistando la 2ª posizione. A 14 anni prende parte al Trofeo Honda NR (salendo in due occasioni sul podio) e al campionato italiano 125 GP.

### Classe 125
Nel 2002 è campione europeo classe 125 e lo stesso anno, dopo un buon apprendistato a livello nazionale ed europeo, debutta nel motomondiale in classe 125, nel Gran Premio della Repubblica Ceca, col team Aprilia CWF - Matteoni Racing, al posto di Jaroslav Huleš passato alla classe 250; il compagno di squadra è Chaz Davies. Termina la stagione al 33º posto con 3 punti e ottiene, come miglior risultato, un 13º posto in Portogallo.
Il 2003 lo vede impegnato per la prima stagione completa del campionato del mondo, con il compagno di squadra Mirko Giansanti, terminando la stagione 21º con 31 punti e ottenendo come miglior risultato un 4º posto in Comunità Valenciana.

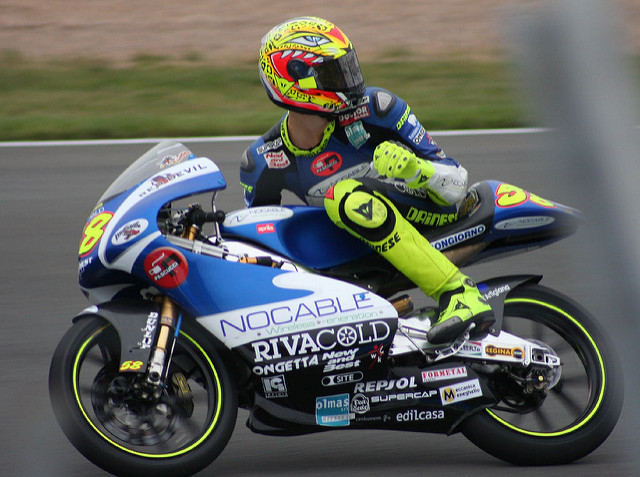
Simoncelli impegnato nel Gran Premio di Gran Bretagna 2005.

Il 2004 è per Simoncelli un anno difficile che gli riserva sensazioni contrastanti. La sua capacità di gestire al meglio la moto sul bagnato gli permette di trionfare a Jerez, dove realizza la pole position e la sua prima vittoria in carriera nonostante l'insidioso tracciato, e di confermarsi specialista della pioggia a Brno, dove guadagna ancora la pole in una sessione di qualificazione accompagnata da condizioni critiche. Ma è un'annata segnata anche da cadute e inconvenienti, che non gli  permettono di superare l'11ª posizione della classifica generale con 79 punti. Il team di cui fa parte è il Rauch Bravo e il suo compagno di squadra è Steve Jenkner.
Per il 2005 viene confermato dal team, che cambia denominazione in Nocable.it Race, gareggiando con il compagno di squadra Joan Olivé. Vince un altro gran premio a Jerez e sale, nel corso della stagione, per sei volte sul podio (oltre la vittoria, si piazza 2º in Catalogna e 3º in Germania, Repubblica Ceca, Qatar e Australia); pur lottando sempre per le posizioni di vertice, esce dalla lotta per il mondiale già a metà stagione, a causa di alcune difficoltà nell'adattarsi alla sua Aprilia RS 125 R in virtù della sua notevole altezza, chiudendo comunque al 5º posto con 177 punti, e realizzando anche una pole position in Spagna.

### Classe 250
Nel 2006 passa in classe 250, alla guida della Gilera RSA 250 con capotecnico Rossano Brazzi, già tecnico di campioni come Valentino Rossi e Marco Melandri, il quale però si ammala dopo le prime gare lasciandolo senza una vera "guida" durante tutta la stagione. Si classifica 10º con 92 punti senza ottenere risultati eclatanti, ottenendo come miglior piazzamento un 6º posto in Cina.
L'anno successivo, il 2007, la casa madre gli toglie la moto ufficiale, a causa di dissidi interni tra Simoncelli e Brazzi; gli viene così affidata una RSA 250 LE, sempre nel team Metis Gilera, ma gestita tecnicamente da Aligi Deganello. È una stagione avara di risultati, che termina al 10º posto con 97 punti, con miglior risultato in gara un doppio 6º posto (Francia e Olanda).

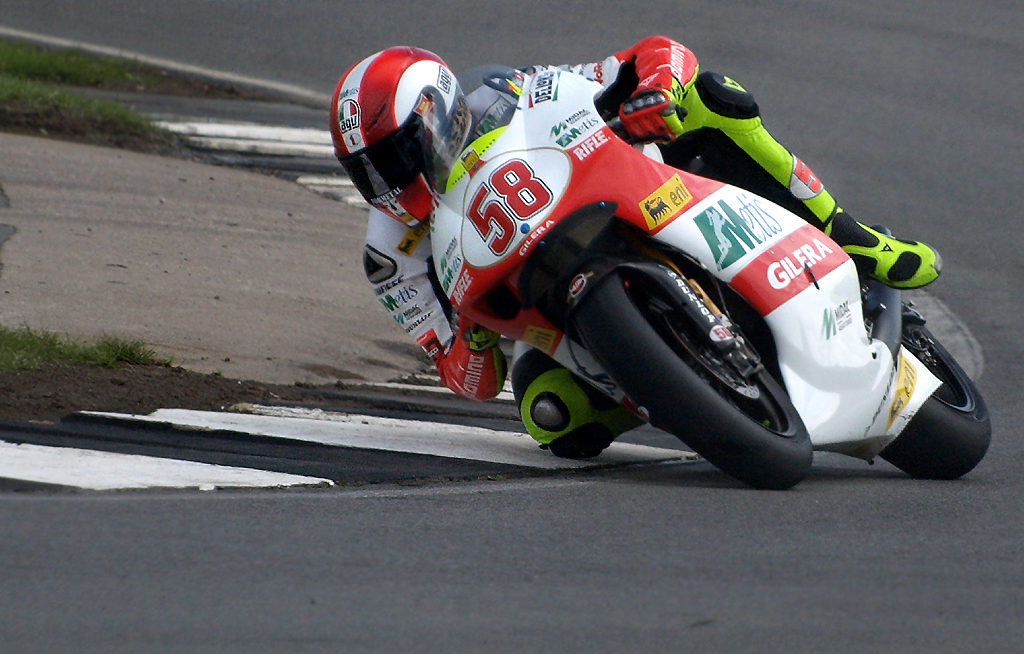
Simoncelli in sella alla Gilera RSA 250 a Donington Park nel 2009.

Il 2008 si rivela più fruttuoso: ancora con una Gilera non ufficiale, nelle prime due gare piazza un doppio "zero" in classifica per via di due cadute, pur essendo particolarmente favorito per la vittoria a Jerez. Nella gara successiva in Portogallo riesce a guadagnare la sua prima pole stagionale, ma solo nella gara successiva porta a casa la prima vittoria al Mugello, seguita da un'altra in Catalogna. Riceve una moto evoluta, vince al Sachsenring con ben 10" di vantaggio su Mika Kallio, poi a Motegi, a Phillip Island, e col 3º posto a Sepang si laurea campione del mondo della 250, per poi vincere a Valencia a coronamento di una grande stagione, in cui totalizza 281 punti. Gli altri podi sono: 2º in Francia e Gran Bretagna, 3º in Olanda e Repubblica Ceca; mentre le altre pole position vengono ottenute in Germania, Repubblica Ceca, Giappone, Australia e Comunità Valenciana.
Per il 2009, nonostante l'alloro iridato, decide di rimanere nella classe di mezzo, ma è costretto a saltare la gara inaugurale in Qatar a causa di un infortunio. Dopo alcune gare incerte, in Francia Simoncelli dimostra di essere ritornato in forma, vincendo sul bagnato con gran margine. Nella gara successiva, al Mugello, ancora sul bagnato ingaggia una lotta all'ultima staccata con Mattia Pasini, arrivando però in 2ª posizione. Trionfa al Sachsenring conquistando la sua 10ª vittoria nel motomondiale, rilanciando così le sue aspirazioni al titolo. In seguito, dopo la pausa estiva, vince anche a Brno, di nuovo dopo un duello con Pasini, seguito da un altro successo a Indianapolis, che gli permettono di ridurre notevolmente lo svantaggio dal capoclassifica Hiroshi Aoyama e dallo spagnolo Álvaro Bautista. Tuttavia nel successivo appuntamento di Misano, per via di una caduta perde punti preziosi per la riconquista del titolo iridato, ma dopo le due vittorie consecutive in Portogallo e in Australia si porta a 12 punti da Aoyama, con ancora due gare da disputare. Ritornato vicino al vertice della classifica, in Malesia il giapponese vince la corsa, mentre dietro Simoncelli e Héctor Barberá rimangono in lotta fino all'ultima curva, con un arrivo al fotofinish che lascia nelle mani della giuria l'assegnazione delle piazze; per via del giro più veloce, la 2ª posizione viene consegnata allo spagnolo, mentre l'italiano si  deve accontentare del 3º posto, perdendo altri punti preziosi e facendo aumentare il suo distacco dal giapponese a 21 punti. Nell'appuntamento conclusivo di Valencia, dopo aver condotto in testa per buona parte della gara, Simoncelli è protagonista di una scivolata che consegna di fatto il titolo mondiale ad Aoyama; inoltre, la contemporanea vittoria del Gran Premio da parte di Barberá permette anche al pilota spagnolo di sopravanzare in classifica il romagnolo, relegandolo al 3º posto finale con 231 punti. Gli altri podi stagionali di Simoncelli sono due terzi posti in Spagna e Olanda, realizzando anche quattro pole position (Giappone, Germania, Repubblica Ceca e Comunità Valenciana).

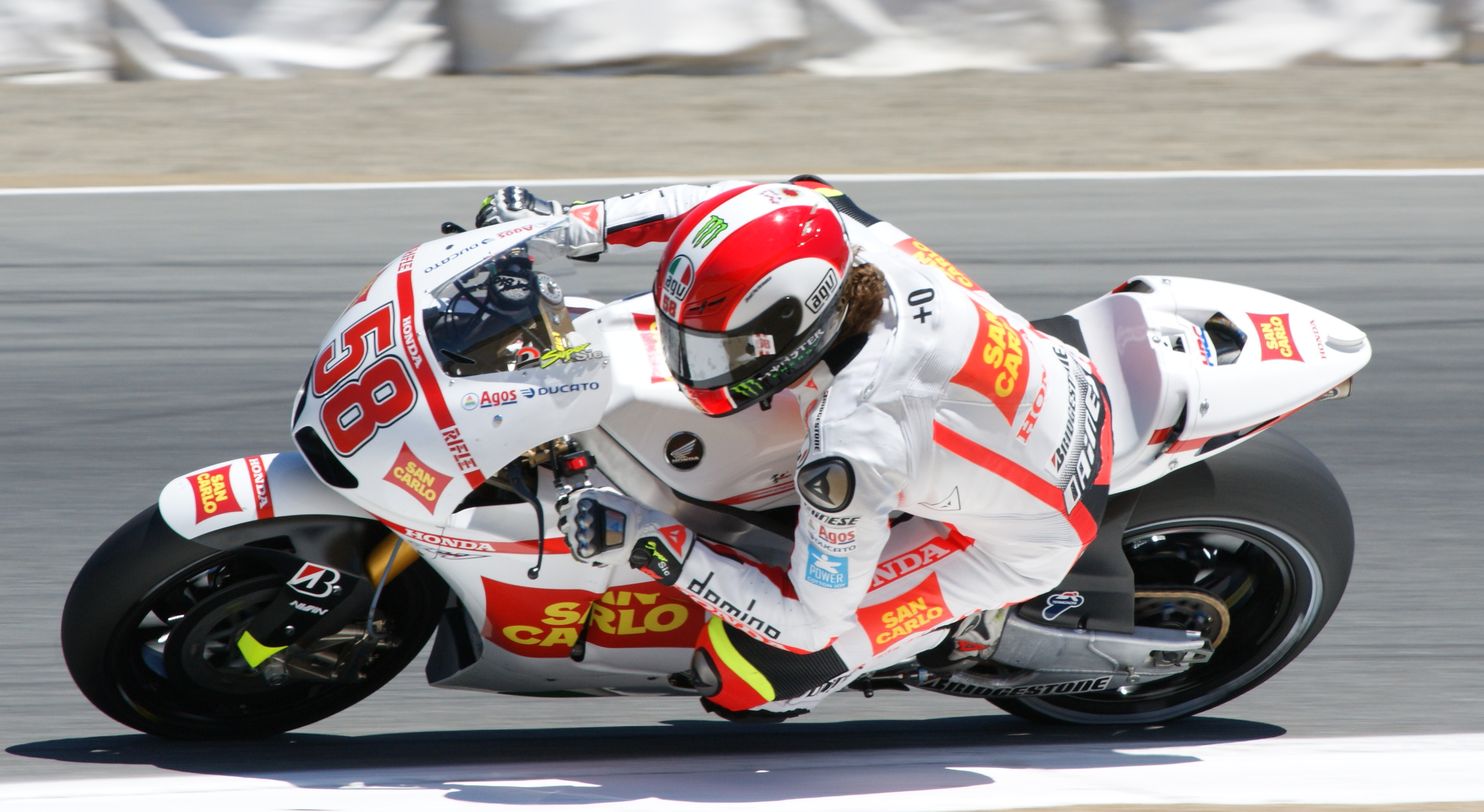
Simoncelli sulla Honda RC212V a Laguna Seca nel Gran Premio degli Stati Uniti d'America del 2010.

Durante la stagione 2009 partecipa anche alla dodicesima prova del campionato mondiale Superbike con un'Aprilia RSV4, sostituendo a Imola l'infortunato Shinya Nakano. Durante le prove di qualifica del sabato riesce a registrare un buon tempo piazzandosi in 8ª posizione. Nonostante la seconda fila, in gara 1 non parte bene, per poi terminare la sua gara con una caduta alla curva della Tosa; la gara 2 lo vede invece protagonista di una bella rimonta, nella quale riesce a conquistare il 3º gradino del podio finendo davanti al compagno di squadra Max Biaggi, sorpassandolo all'ultima curva all'ultimo giro.

### Classe MotoGP
Nel 2010 passa alla classe MotoGP con la Honda RC212V del team San Carlo Honda Gresini, gareggiando insieme al compagno di squadra Marco Melandri. Ottiene come miglior risultato un 4º posto in Portogallo, e termina la stagione all'8º posto in classifica con 125 punti.
Nel 2011 rimane nello stesso team avendo però una fornitura uguale a quella ufficiale del team HRC, questa volta con compagno di squadra Hiroshi Aoyama. Ottiene subito un doppio 5º posto, alla gara di inizio stagione in Qatar e al Gran Premio di Francia, e due pole position, una al Gran Premio di Catalogna e l'altra in Olanda. Nella seconda gara in Spagna sfiora la vittoria ma cade dopo 11 giri mentre è in testa. In Repubblica Ceca ottiene il primo podio (un 3º posto) nella classe regina. A Misano si piazza al 4º posto dopo una concitata lotta negli ultimi giri col connazionale Andrea Dovizioso e con lo statunitense Ben Spies. Il 16 ottobre giunge 2º in Australia, per quello che rimane il suo miglior risultato in carriera in MotoGP.

#### L'incidente mortale

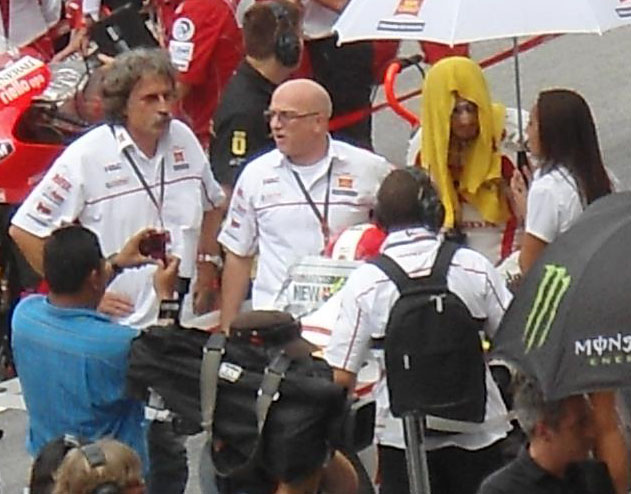
Simoncelli sulla griglia di partenza del Gran Premio della Malesia 2011, poco prima dell'incidente che ne causerà la morte.

Il 23 ottobre 2011 rimane vittima di un incidente mortale nelle prime fasi del Gran Premio della Malesia, sul circuito di Sepang. Nel corso del secondo giro il pilota perde il controllo della sua Honda alla curva 11 e, nel tentativo di rimanere in sella, sterza verso destra, rientrando improvvisamente verso il centro della pista e venendo investito dai piloti che lo seguono, Colin Edwards e Valentino Rossi, i quali non hanno modo di evitarlo; l'impatto è talmente violento da sfilargli il casco. Muore in seguito ai traumi riportati alla testa, al collo e al torace.
I funerali vengono celebrati il 27 ottobre 2011 nella chiesa parrocchiale di Coriano, il suo paese; successivamente, seguendo le volontà dello stesso Marco, il suo corpo viene cremato, con le ceneri conservate in famiglia. La sua scomparsa ha grossa risonanza anche al di fuori dell'ambiente sportivo: la cerimonia funebre, trasmessa in diretta televisiva, vede la partecipazione di oltre 25 000 persone, mentre un minuto di raccoglimento in sua memoria viene proclamato dal CONI per tutte le manifestazioni sportive, esempio seguito anche dalla Camera dei deputati e da varie istituzioni locali; il Milan, squadra di cui è tifoso, scende in campo con il lutto al braccio nella trasferta di Lecce in programma poche ore dopo la scomparsa del pilota.

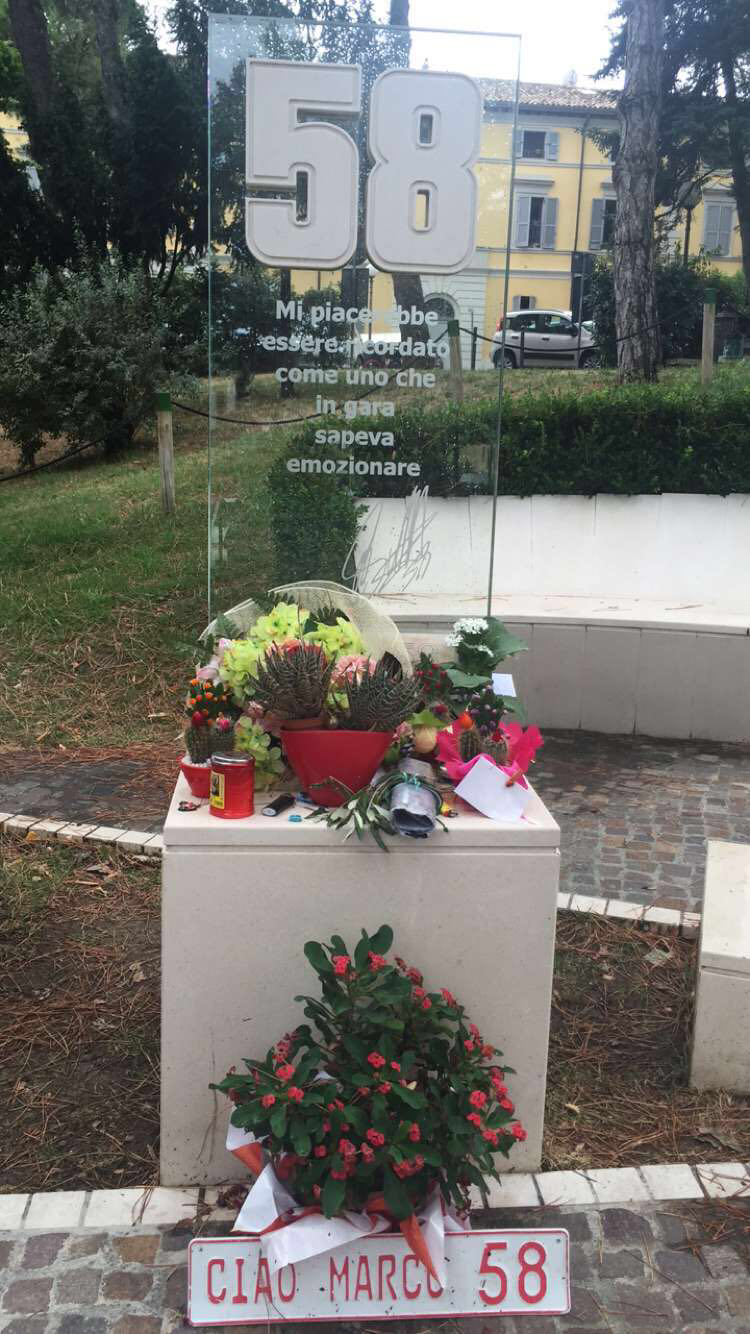
Monumento in ricordo di Simoncelli nella natìa Coriano.

In occasione del Gran Premio d'India di Formula 1 svoltosi la settimana seguente, vari piloti onorano Simoncelli apponendo il 58, numero di gara di Simoncelli, sui loro caschi e sulle loro monoposto, e il vincitore della gara Sebastian Vettel dedica il suo successo a Simoncelli e a Dan Wheldon, scomparso il 16 ottobre 2011 a Las Vegas in una gara valevole per il campionato Indycar. Il motomondiale lo ricorda invece prima del Gran Premio della Comunità Valenciana, ultimo appuntamento della stagione, quando i piloti di tutte le classi, oltre ad apporre il numero 58 su caschi, tute e moto, effettuano insieme un giro di pista commemorativo dietro alla Honda di Simoncelli, guidata per l'occasione dall'ex iridato Kevin Schwantz, amico e idolo d'infanzia del pilota. Michele Pirro, vincitore del Gran Premio della Moto2 e anch'egli pilota del team Gresini Racing, gli dedica la sua prima vittoria nel motomondiale. Loris Capirossi decide invece di onorare la memoria di Simoncelli disputando la sua ultima gara prima del ritiro, a Valencia, con il numero 58.
L'anno successivo, il team Gresini Racing sceglie inizialmente di correre la stagione 2012 cambiando la propria livrea da bianca a nera in segno di lutto per ricordare Simoncelli; durante il Gran Premio d'Italia il team decide, però, di ritornare alla vecchia livrea bianca per stimolare il team stesso e per ricordare lo spirito competitivo del giovane pilota. Il 18 ottobre dello stesso anno, in occasione del weekend di gara del GP della Malesia, i piloti e il paddock del motomondiale appongono una targa commemorativa alla curva 11 di Sepang, dove Simoncelli ha perso la vita.
Dopo la sua morte tifosi e appassionati promuovono l'idea di intitolare la pista di Misano Adriatico alla memoria del pilota italiano, il quale viveva a pochi chilometri di distanza. Il 2 novembre 2011 il consiglio di amministrazione di Santamonica S.p.A., proprietaria del tracciato, decide di accogliere la richiesta e di associare il nome del circuito romagnolo a quello di Simoncelli; il cambio di denominazione viene ufficializzato il 9 giugno 2012, in occasione del Gran Premio di Superbike di San Marino. Inoltre, alla memoria di Simoncelli nella natia Coriano viene realizzata l'opera Ogni domenica dello scultore Arcangelo Sassolino e allestito il museo "La Storia del Sic". Il gruppo inglese The Rainband nel 2012 gli ha dedicato il singolo Rise Again, a cui ha partecipato anche il pilota James Toseland.

## Risultati in gara

### Motomondiale
| 2002 | Classe | Moto    |  |  |  |  |  |  |  |  |  |    |    |    |  |     |     |     |  |  | Punti | Pos. |
| ---- | ------ | ------- |  |  |  |  |  |  |  |  |  | -- | -- | -- |  | --- | --- | --- |  |  | ----- | ---- |
| 2002 | 125    | Aprilia |  |  |  |  |  |  |  |  |  | 27 | 13 | 21 |  | Rit | Rit | Rit |  |  | 3     | 33º  |

| 2003 | Classe | Moto    |    |    |    |     |    |    |    |    |    |    |    |    |     |    |     |   |  |  | Punti | Pos. |
| ---- | ------ | ------- | -- | -- | -- | --- | -- | -- | -- | -- | -- | -- | -- | -- | --- | -- | --- | - |  |  | ----- | ---- |
| 2003 | 125    | Aprilia | 21 | 20 | 14 | Rit | 17 | 16 | 20 | 16 | 12 | 14 | NP | 11 | Rit | 11 | Rit | 4 |  |  | 31    | 21º  |

| 2004 | Classe | Moto    |     |   |     |     |   |   |   |    |     |    |   |   |    |     |     |     |  |  | Punti | Pos. |
| ---- | ------ | ------- | --- | - | --- | --- | - | - | - | -- | --- | -- | - | - | -- | --- | --- | --- |  |  | ----- | ---- |
| 2004 | 125    | Aprilia | Rit | 1 | Rit | Rit | 7 | 7 | 6 | 10 | Rit | 19 | 6 | 6 | NP | Rit | Inf | Inf |  |  | 79    | 11º  |

| 2005 | Classe | Moto    |   |    |   |   |     |   |    |    |   |   |   |     |   |   |   |   |   |  | Punti | Pos. |
| ---- | ------ | ------- | - | -- | - | - | --- | - | -- | -- | - | - | - | --- | - | - | - | - | - |  | ----- | ---- |
| 2005 | 125    | Aprilia | 1 | 10 | 6 | 5 | Rit | 2 | 20 | NE | 4 | 3 | 3 | Rit | 9 | 3 | 3 | 6 | 5 |  | 177   | 5º   |

| 2006 | Classe | Moto   |     |   |    |   |   |   |     |   |    |     |    |   |   |    |   |   |     |  | Punti | Pos. |
| ---- | ------ | ------ | --- | - | -- | - | - | - | --- | - | -- | --- | -- | - | - | -- | - | - | --- |  | ----- | ---- |
| 2006 | 250    | Gilera | Rit | 8 | 11 | 6 | 8 | 7 | Rit | 7 | 10 | Rit | NE | 9 | 8 | 10 | 9 | 7 | Rit |  | 92    | 10º  |

| 2007 | Classe | Moto   |   |     |   |     |   |   |   |     |   |   |    |     |     |   |   |   |   |    | Punti | Pos. |
| ---- | ------ | ------ | - | --- | - | --- | - | - | - | --- | - | - | -- | --- | --- | - | - | - | - | -- | ----- | ---- |
| 2007 | 250    | Gilera | 9 | Rit | 9 | Rit | 6 | 9 | 9 | Rit | 6 | 7 | NE | Rit | Rit | 7 | 7 | 7 | 8 | 11 | 97    | 10º  |

| 2008 | Classe | Moto   |     |     |   |   |   |   |   |   |   |   |    |   |   |    |   |   |   |   | Punti | Pos. |
| ---- | ------ | ------ | --- | --- | - | - | - | - | - | - | - | - | -- | - | - | -- | - | - | - | - | ----- | ---- |
| 2008 | 250    | Gilera | Rit | Rit | 2 | 4 | 2 | 1 | 1 | 2 | 3 | 1 | NE | 3 | 6 | AN | 1 | 1 | 3 | 1 | 281   | 1º   |

| 2009 | Classe | Moto   |     |    |   |   |   |     |   |    |   |   |   |   |     |   |   |   |     |  | Punti | Pos. |
| ---- | ------ | ------ | --- | -- | - | - | - | --- | - | -- | - | - | - | - | --- | - | - | - | --- |  | ----- | ---- |
| 2009 | 250    | Gilera | Inf | 17 | 3 | 1 | 2 | Rit | 3 | NE | 1 | 4 | 1 | 1 | Rit | 1 | 1 | 3 | Rit |  | 231   | 3º   |

| 2010 | Classe | Moto  |    |    |    |   |   |   |     |   |     |    |   |    |   |   |   |   |   |   | Punti | Pos. |
| ---- | ------ | ----- | -- | -- | -- | - | - | - | --- | - | --- | -- | - | -- | - | - | - | - | - | - | ----- | ---- |
| 2010 | MotoGP | Honda | 11 | 11 | 10 | 9 | 7 | 9 | Rit | 6 | Rit | 11 | 7 | 14 | 7 | 6 | 8 | 6 | 4 | 6 | 125   | 8º   |

| 2011 | Classe | Moto  |   |     |     |   |   |     |   |   |   |     |   |    |   |   |   |   |    |  | Punti | Pos. |
| ---- | ------ | ----- | - | --- | --- | - | - | --- | - | - | - | --- | - | -- | - | - | - | - | -- |  | ----- | ---- |
| 2011 | MotoGP | Honda | 5 | Rit | Rit | 5 | 6 | Rit | 9 | 5 | 6 | Rit | 3 | 12 | 4 | 4 | 4 | 2 | AN |  | 139   | 6º   |

| Legenda | 1º posto        | 2º posto            | 3º posto            | A punti      | Senza punti        | Grassetto – Pole position Corsivo – Giro più veloce |
| Legenda | Gara non valida | Non qual./Non part. | Ritirato/Non class. | Squalificato | '-' Dato non disp. | Grassetto – Pole position Corsivo – Giro più veloce |

### Campionato mondiale Superbike
| 2009 | Moto    |  |  |  |  |  |  |  |  |  |  |  |  |  |  |  |  |  |  |  |  |  |  |     |   |  |  |  |  | Punti | Pos. |
| ---- | ------- |  |  |  |  |  |  |  |  |  |  |  |  |  |  |  |  |  |  |  |  |  |  | --- | - |  |  |  |  | ----- | ---- |
| 2009 | Aprilia |  |  |  |  |  |  |  |  |  |  |  |  |  |  |  |  |  |  |  |  |  |  | Rit | 3 |  |  |  |  | 16    | 25º  |

| Legenda | 1º posto        | 2º posto            | 3º posto           | A punti      | Senza punti        | Grassetto – Pole position Corsivo – Giro più veloce |
| Legenda | Gara non valida | Non qual./Non part. | Ritirato/Non class | Squalificato | '-' Dato non disp. | Grassetto – Pole position Corsivo – Giro più veloce |

## Palmarès
- Campione Europeo Classe 125 (1): 2002
- Campione del Mondo Classe 250 (1): 2008

## Opere
- Diobò, che bello!, con Paolo Beltramo, Milano, Mondadori, 2009, ISBN 978-88-04-59241-9.

## Filmografia
- Fastest - Il più veloce (Fastest), regia di Mark Neale (2011) – documentario